# White Snail
White Snail ist ein österreichisch-deutscher Spielfilm aus dem Jahr 2025 von Elsa Kremser und Levin Peter mit Marya Imbro und Mikhail Senkov.

## Handlung
Masha ist ein Model aus Belarus, das von einer Karriere in China träumt. Sie leidet unter dem Druck der Branche und ihrer eigenen psychischen Veranlagung. Misha arbeitet in einer Leichenhalle in Minsk, die Toten hält er in seinen Ölgemälden fest. Nach einem Suizidversuch trifft Masha während ihrer Behandlung auf Misha, dessen Arbeit sie fasziniert. 
Die beiden Außenseiter fühlen sich voneinander angezogen. Mikhail wird für Masha zum Halt, den sie in ihrer Familie vermisst. Ihr Vater ist nach Polen ausgewandert, ihre Mutter ist mit der Situation nach dem Suizidversuch überfordert und versucht ihre Tochter mit Exorzismen zu retten.

## Produktion und Hintergrund
Die Dreharbeiten fanden  ab dem 12. Juni 2023 unter dem Arbeitstitel Der grüne Wellensittich / The Green Parrot in Lettland und Weißrussland statt, Drehorte waren Minsk und Daugavpils.
Produziert wurde der Film von der österreichischen PANAMA Film GmbH & Co KG in Koproduktion mit der deutschen Ma.ja.de. Fiction GmbH und der österreichischen RAUMZEITFILM Produktion KG. Die Serviceproduktion in Lettland übernahm die Tasse Film, die Serviceproduktion in Belarus die One Little Production. Als Produzenten fungierten Lixi Frank, David Bohun, Elsa Kremser, Levin Peter, Heino Deckert und Tina Börner. Service Producer war Vladimir Nefedov. Den Vertrieb übernahmen in Österreich Filmladen und in Deutschland der Real Fiction Filmverleih.
Beteiligt waren der Österreichische Rundfunk, Arte und das ZDF. Unterstützt wurde die Produktion von der Mitteldeutschen Medienförderung, dem Amt der Kärntner Landesregierung für Kultur, dem Filmfonds Wien und dem Österreichischen Filminstitut, von Creative Europe MEDIA sowie Eurimages und Cash Rebate Latvia.
Die Kamera führte Mikhail Khursevich, die Montage verantwortete Stephan Bechinger und das Casting Olga Travkina. Die Musik schrieben John Gürtler und Jan Miserre. Den Ton gestalteten Johannes Schmelzer-Ziringer, Simon Peter und Jonathan Schorr, das Kostümbild Lena Oger, Katrīna Liepa und Diana Sutugina, das Maskenbild Anete Sidlovska und Lana Kaun und das Szenenbild Kristine Vitola. Als Dramaturgen und Script Consultants fungierten Rainer Frimmel und Tizza Covi.

## Veröffentlichung

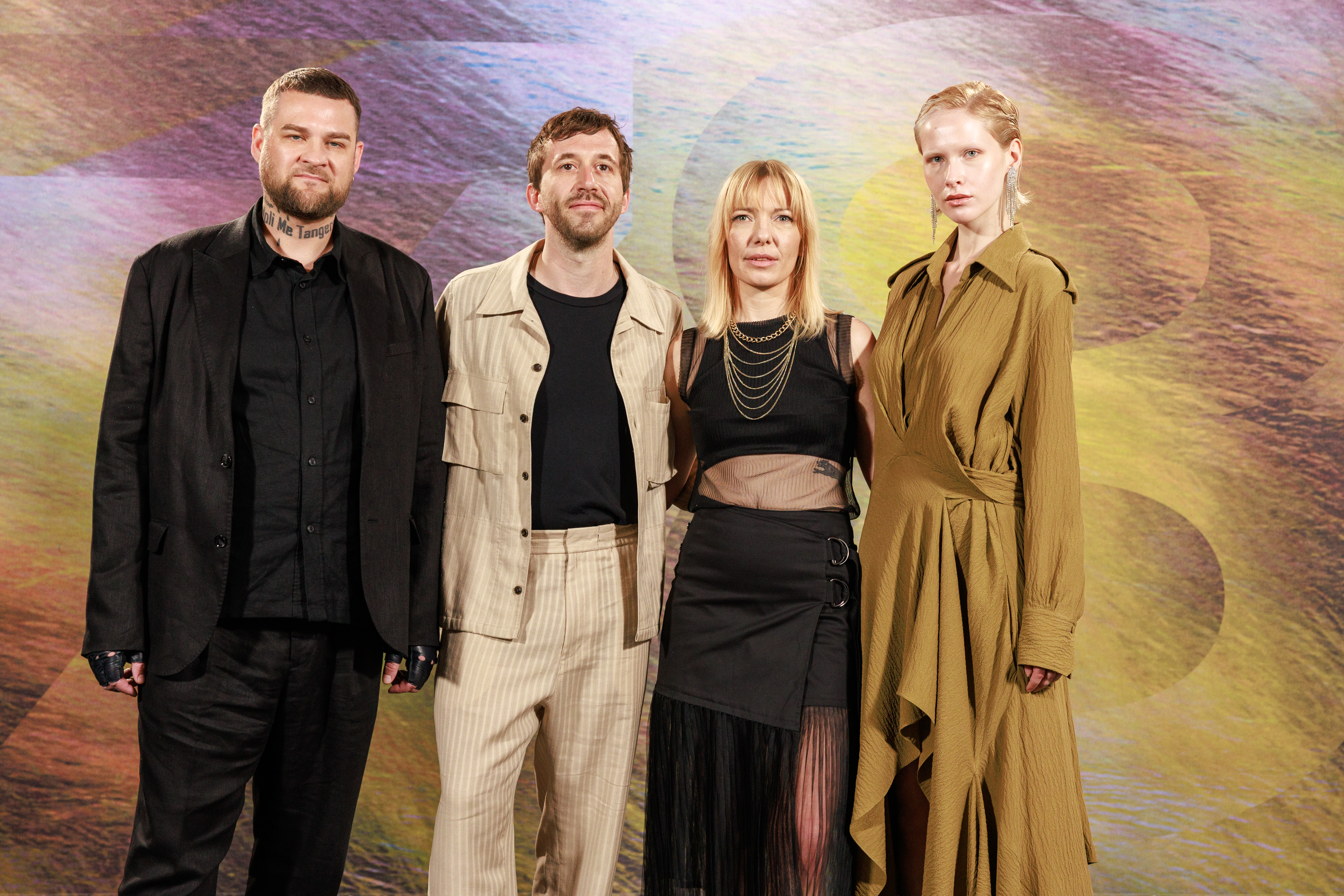
Mikhail Senkov, Levin Peter, Elsa Kremser und Marya Imbro am Locarno Film Festival 2025

Premiere war am 8. August 2025 beim Locarno Film Festival, wo der Film in den internationalen Wettbewerb um den Goldenen Leoparden eingeladen war.
Beim Sarajevo Film Festival 2025 wurde der Film in den Hauptbewerb eingeladen.
Der österreichische Kinostart ist für den 23. Januar 2026 im Filmladen Filmverleih GmbH vorgesehen, deutscher Verleih ist RFF Real Fiction Filmverleih e.K.

## Rezeption
Damian Sprenger sah auf blickpunktfilm.de im Grundsetting Ähnlichkeiten zu Toxic, dem Gewinnerfilm des Goldenen Leoparden 2024. Unter den poetischen Bildern mit magisch-realistischen Elementen werde besonders das Motiv der titelgebenden weißen Schnecke zum zentralen Symbol, das Zerbrechlichkeit und Fremdheit miteinander vereine.
Lida Bach (5,5 von 10 Punkte) meinte auf moviebreak.de, dass die Macher ein Tabu beschwörten, an das sie sich letztlich nicht heranwagten. Diese Scheu frustriere, höhle den Spannungsbogen aus und lasse den Plot ins Nichts laufen. Was bleibe, seien die klare Optik und das subtile Schauspiel der Hauptdarstellenden.
Christoph Reiser (4 von 6 Punkte) schrieb auf outnow.ch, dass dieser streckenweise fast dokumentarisch wirkende Film manchmal nur zäh vorankomme, wie die titelgebenden Schnecken. Trotzdem und trotz der frostigen Atmosphäre bliebe eine gewisse Neugier auf die Weiterentwicklung der beiden Hauptcharaktere zurück.

## Auszeichnungen und Nominierungen
Internationale Filmfestspiele Berlin 2017
- Auszeichnung mit dem Kompagnon-Förderpreis (Perspektive Deutsches Kino 2016) für das Drehbuch (Elsa Kremser und Levin Peter)[3][12]

Locarno Film Festival 2025
- Nominierung für den Goldenen Leoparden[6]
- Auszeichnung mit dem Spezialpreis der Jury
- Auszeichnung mit dem Leopard – Beste schauspielerische Leistung (Mikhail Senkov und Marya Imbro)[13][14]